# Nectanebo II
Nectanebo II foi o último faraó da XXX dinastia do Egito. Seu nome seria Nakhthorheb e usaria o epíteto mery-hathor, que significam "Forte é seu Senhor" e "Amado de Hator". Seu nome de trono era Snedjem-ib-re Setep-en-inhur, que significa "Agradável ao coração de Rá, Escolhido de Onuris" (Osíris).
Parece que os sacerdotes estavam insuflando o povo contra o faraó Teos, por conta do dinheiro que ele levou dos templos para financiar a campanha militar. Além disso, o provável filho de Tjahapimu (o regente), Nakhthorheb, servia no exército real que estava na Síria e era muito respeitado por seus comandados egípcios e pelos mercenários gregos.
O fato é que, com a campanha vergonhosa de Teos e sua fuga para o lado dos inimigos, Tjahapimu instalou Nectanebo II no trono do Egito.
O reinado desse faraó foi um período de paz até porque de guerra ele já tinha visto o suficiente com a derrota de Teos para os persas.
Netanebo II recuperou muitos templos e construiu outros tantos, deve haver mais de cem locais no Egito onde se pode encontrar seu nome. O rei também foi muito religioso e mandou construir uma grande estátua de pedra do deus Hórus (falcão) usando a coroa dupla. Entre as pernas do falcão está representado o rei Nectanebo II usando o nemés.
Durante seu reinado, o faraó sepultou Udjashu (pode ter sido sua mãe) num belo sarcófago que hoje está no Museu do Cairo.
Mas, os persas não haviam desistido do Egito. Pouco se sabe sobre a invasão, mas, parece que Netanebo II tentou reagir e os persas comandados por Artaxerxes III entraram no Egito por diversos pontos além do Delta. O faraó recuou para Mênfis mas a cidade não conseguiu resistir e Netanebo II fugiu, possivelmente para a Núbia onde ficou refugiado na corte dos reis cuxitas.
Seu sarcófago nunca usado, era feito em granito negro, decorado com os textos e as cenas do "Livro Daquilo que Existe no Mundo Inferior". Mais tarde o sarcófago foi usado em banhos rituais em Alexandria, de onde seguiu para o Museu Britânico.
Existe uma lenda medieval sobre Nectanebo II, que se encontra no "Romance de Alexandre". Ela conta que Nectanebo II teria fugido dos persas para a corte macedônia, onde teria sido reconhecido como um grande mago egípcio. Atraindo a atenção da esposa de Filipe II, Olímpia, ter-se-ia tornado pai (sem que ninguém soubesse) de Alexandre Magno. Essa era uma forma de dar continuidade à linhagem de sangue dos faraós.

## Titulatura
- Wikilivros

| nswt&bity |

| nswt&bity |

|                         |     |          |     |     |          |           |
| \| \| \| \| \| \| \| \| |     |          |     |     |          |           |
|                         |     |          |     |     |          |           |
| C2                      | W25 | N1 · A40 | S29 | M29 | F34 · Z1 | U21 · N35 |

| C2 | W25 | N1 · A40 | S29 | M29 | F34 · Z1 | U21 · N35 |

|                         |     |          |     |     |          |           |
| \| \| \| \| \| \| \| \| |     |          |     |     |          |           |
|                         |     |          |     |     |          |           |
| C2                      | W25 | N1 · A40 | S29 | M29 | F34 · Z1 | U21 · N35 |

| C2 | W25 | N1 · A40 | S29 | M29 | F34 · Z1 | U21 · N35 |

|                         |     |          |     |     |          |           |
| \| \| \| \| \| \| \| \| |     |          |     |     |          |           |
|                         |     |          |     |     |          |           |
| C2                      | W25 | N1 · A40 | S29 | M29 | F34 · Z1 | U21 · N35 |

| C2 | W25 | N1 · A40 | S29 | M29 | F34 · Z1 | U21 · N35 |

|                         |     |          |     |     |          |           |
| \| \| \| \| \| \| \| \| |     |          |     |     |          |           |
|                         |     |          |     |     |          |           |
| C2                      | W25 | N1 · A40 | S29 | M29 | F34 · Z1 | U21 · N35 |

| C2 | W25 | N1 · A40 | S29 | M29 | F34 · Z1 | U21 · N35 |

| G39 | N5 | \| \| |
|     |    |       |

|  |

| G39 | N5 | \| \| |
|     |    |       |

|  |

|                      |    |     |    |    |          |
| \| \| \| \| \| \| \| |    |     |    |    |          |
|                      |    |     |    |    |          |
| C9                   | U6 | D40 | G5 | W4 | X1 · O49 |

| C9 | U6 | D40 | G5 | W4 | X1 · O49 |

|                      |    |     |    |    |          |
| \| \| \| \| \| \| \| |    |     |    |    |          |
|                      |    |     |    |    |          |
| C9                   | U6 | D40 | G5 | W4 | X1 · O49 |

| C9 | U6 | D40 | G5 | W4 | X1 · O49 |

|                      |    |     |    |    |          |
| \| \| \| \| \| \| \| |    |     |    |    |          |
|                      |    |     |    |    |          |
| C9                   | U6 | D40 | G5 | W4 | X1 · O49 |

| C9 | U6 | D40 | G5 | W4 | X1 · O49 |

|                      |    |     |    |    |          |
| \| \| \| \| \| \| \| |    |     |    |    |          |
|                      |    |     |    |    |          |
| C9                   | U6 | D40 | G5 | W4 | X1 · O49 |

| C9 | U6 | D40 | G5 | W4 | X1 · O49 |